# Alianza de Estados del Sahel
La Confederación de Estados del Sahel (en francés: Confédération des États du Sahel, CES) es una confederación creada entre Malí, Níger y Burkina Faso el 16 de septiembre de 2023, inicialmente como pacto de defensa mutua. El pacto se creó en medio de la crisis nigerina de 2023, que había comenzado después del golpe de Estado en Níger contra el cual la CEDEAO amenazó con intervenir militarmente.
La Confederación fue creada para ayudar contra posibles amenazas de rebelión armada o agresión externa, enfatizando que «cualquier ataque a la soberanía e integridad territorial de una o más partes contratadas será considerado una agresión contra las otras partes».
La Confederación ha dejado claro que planea avanzar más allá de una alianza militar sino en la construcción de un bloque económico con una política comercial común e intercambios académicos.

## Trasfondo
La región del Sahel es parte de una insurgencia yihadista en curso desde 2011. La insurgencia ha provocado muchos conflictos en la región, como la guerra de Mali y la insurgencia islamista de Boko Haram. Los tres Estados miembros sufrieron golpes militares en los últimos años, lo que provocó un deterioro de las relaciones con el resto de la CEDEAO y la comunidad internacional.
En el golpe de Estado de Mali de 2020, Assimi Goita y el Comité Nacional para la Salvación del Pueblo tomaron el poder en Mali tras derrocar al presidente electo, Ibrahim Boubacar Keita. Posteriormente, Goita encabezó un segundo golpe de Estado en 2021 que depuso al presidente interino Bah Ndaw, que había sido designado para liderar un gobierno militar de transición.
Apenas unos meses después, en el golpe de Estado guineano de 2021, el Comité Nacional de Reconciliación y Desarrollo destituyó al electo Alpha Condé e instaló a Mamady Doumbouya como presidente de transición.
Una facción del ejército de Burkina Faso derrocó a su gobierno militar existente en el golpe de Estado de septiembre de 2022, instalando a Ibrahim Traoré sobre Paul-Henri Sandaogo Damiba, quien llegó al poder en el golpe de Estado de enero de 2022 que derrocó al gobierno democrático del presidente Roch Marc Christian Kaboré.
Más recientemente, el Consejo Nacional para la Salvaguardia de la Patria destituyó al gobierno electo de Mohamed Bazoum de Níger, instalando a Abdourahamane Tchiani y una nueva junta en el golpe de Estado de 2023.
Los tres Estados miembros de la alianza son miembros suspendidos de la CEDEAO; Después del golpe de Estado en Níger, la CEDEAO amenazó con intervenir militarmente y restaurar el gobierno del presidente Bazoum, lo que desembocó en la crisis de Níger. El gobierno nigerino cuenta con el respaldo de Mali y Burkina Faso, que prometieron ayuda militar a Níger en caso de una intervención, y de Guinea, que ha estado ofreciendo apoyo diplomático. Las promesas de ayuda militar resultaron en la creación de AES como un bloque de defensa mutua para las tres naciones en un intento de evitar una intervención de la CEDEAO. El 28 de enero de 2024, los tres países anunciaron mediante una declaración conjunta que se retiraban de la CEDEAO.
En mayo de 2024, Burkina Faso, Malí y Níger finalizaron en Niamey un borrador de texto por el que se crea la AES, cuyo objetivo es finalizar el proyecto relativo a la institucionalización y la puesta en funcionamiento de la AES.
La alianza tiene como objetivo crear una unión económica y monetaria con una moneda propuesta llamada Sahel. La adopción de una moneda común para los países de la organización como resultado de la integración invalidaría el franco CFA que mantiene un vínculo con la antigua potencia colonial Francia.
Oficialmente unidos en otra confederación sin espacio monetario, estos tres países no han mostrado su intención de romper lazos con la UEMOA. Abandonar la UEMOA es, por tanto, una decisión mucho más compleja. Los países miembros de la unión comparten una moneda única, el franco CFA, que se basa en una garantía de convertibilidad del Tesoro francés. Si un país abandona la UEMOA, tendrá que recuperar sus reservas de divisas, actualmente divididas entre el Banco Central de la UEMOA en Abiyán (50%) y el Tesoro francés (50%).
Tras la salida efectiva de la CEDEAO por parte de los tres países del Sahel el 29 de enero de 2025, los ministros de los estados de la Alianza del Sahel están trabajando en la creación de un parlamento conjunto para los tres Estados miembros del Sahel.
En marzo de 2025, Malí, Níger y Burkina Faso abandonarán conjuntamente la Organización Internacional de la Francofonía.

## Alianza
El 6 de julio de 2024, los líderes militares en una cumbre en Niamey, Níger, firmaron un pacto de defensa mutua conocido como la "Carta Liptako-Gourma" para fortalecer la confederación. La firma marcó la conclusión de la primera cumbre conjunta de la alianza.

## Estados miembros
Las estadísticas de población, Producto Interno Bruto (PIB) nominal y PIB de paridad de poder adquisitivo que se enumeran a continuación se toman de las estimaciones del Banco Mundial para el año 2015, publicadas en diciembre de 2016. Los datos del área se toman de un informe de 2012 compilado por la División de Estadística de las Naciones Unidas.
| País         | Superficie (km2) | Población (Miles) | PIB (nominal) | PIB (PPP) | Moneda Oficial                  | Idioma Oficial |
| ------------ | ---------------- | ----------------- | ------------- | --------- | ------------------------------- | -------------- |
| Burkina Faso | 272 967          | 22 673            | 10 678        | 30 708    | Franco CFA de África Occidental | Varios         |
| Mali         | 1 240 192        | 22 335            | 12 747        | 35 695    | Franco CFA de África Occidental | Varios         |
| Níger        | 1 267 000        | 25 357            | 7143          | 19 013    | Franco CFA de África Occidental | Hausa          |
| Total        | 2 780 159        | 70 365            | 30 568        | 85 506    |                                 |                |